# Markus Tressel

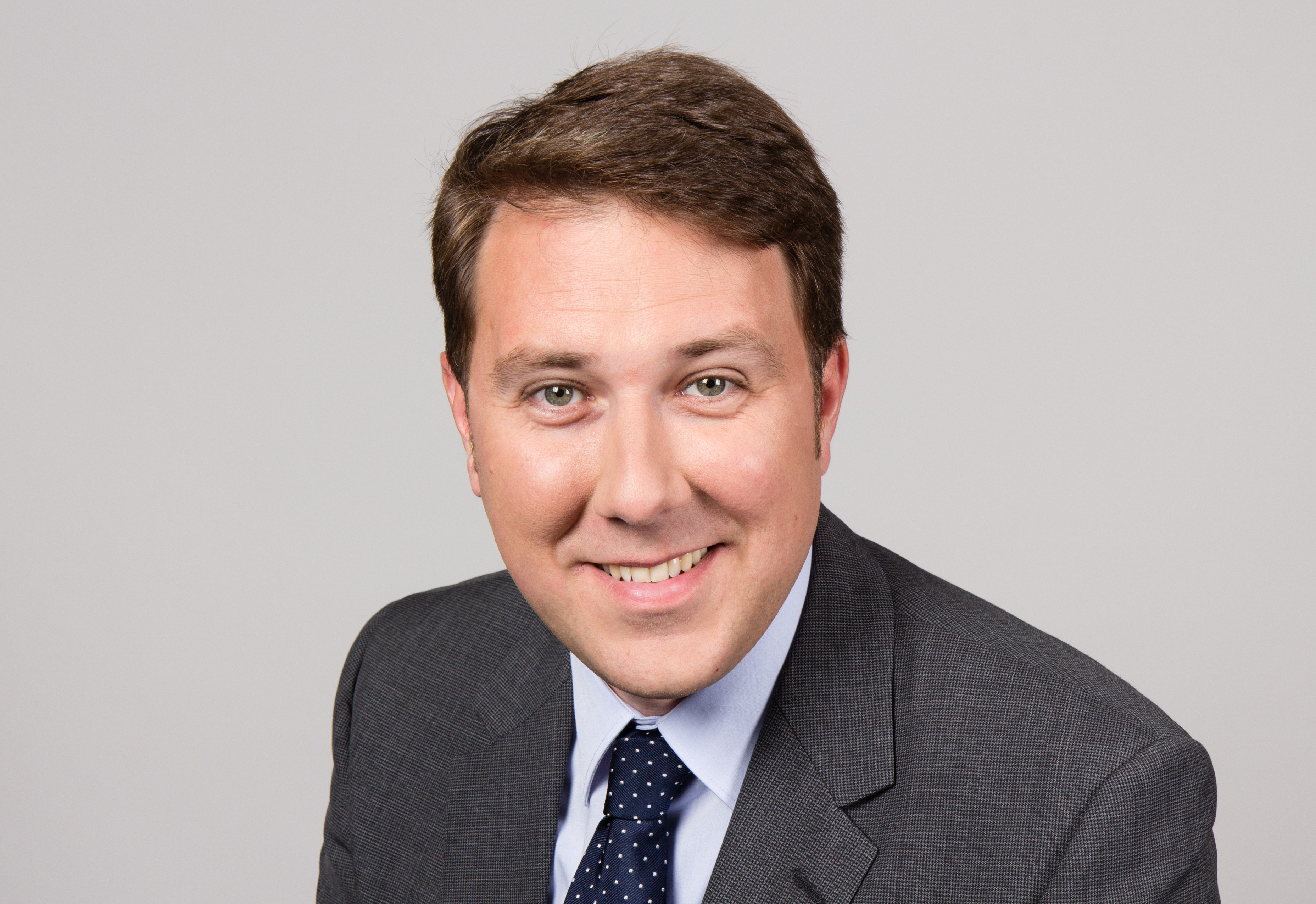
Markus Tressel (2014)

Markus Stefan Tressel (* 17. April 1977 in Saarlouis) ist ein deutscher Politiker (Bündnis 90/Die Grünen).
Tressel war von 2009 bis 2021 Mitglied des Deutschen Bundestages. Zudem war er von 2017 bis 2021 neben Tina Schöpfer Co-Vorsitzender der Grünen im Saarland.

## Leben und Beruf
1996 absolvierte Markus Tressel das Abitur am Max-Planck-Gymnasium in Saarlouis, wo er Schülersprecher war. Sein Studium der Politik- und Verwaltungswissenschaften an der Universität des Saarlandes brach er im Jahr 2000 zugunsten einer Tätigkeit als Landesgeschäftsführer für den Landesverband Saarland der Grünen ab. Tressel ist verheiratet und hat zwei Kinder.

## Partei und Politik
Seit 1994 ist er Mitglied bei den Grünen. Im Alter von 23 Jahren trat er am 1. April 2000 die Tätigkeit als Landesgeschäftsführer der Saar-Grünen an. Die Partei war zu diesem Zeitpunkt nicht im Saarländischen Landtag vertreten. Von Mai 2002 bis Oktober 2004 war Tressel hauptamtlicher politischer Geschäftsführer der Grünen im Saarland und Mitglied im geschäftsführenden Landesvorstand. Er leitete die Bundestagswahlkämpfe des saarländischen Landesverbandes in den Jahren  2002, 2005 und 2009 und war gleichzeitig Bundestagskandidat auf der Landesliste der Partei. Seit Oktober 2004, dem Wiedereinzug einer grünen Fraktion in den Landtag, war er Fraktionsgeschäftsführer und zusätzlich ehrenamtlicher politischer Geschäftsführer der Saar-Grünen sowie Mitglied im geschäftsführenden Landesvorstand.
2003 war Tressel Mitglied des Sprecherrates und Mitbegründer einer Bürgerinitiative gegen die Müllverbrennung im Kraftwerk Ensdorf, 2007 dann Mitbegründer und Mitglied einer Bürgerinitiative Bürger für Klima- und Umweltschutz e. V. gegen ein Kohlegroßkraftwerk am Standort Ensdorf. Diese Initiative konnte eine Bürgerbefragung durchsetzen und den von der RWE angestrebten Neubau schlussendlich verhindern. Außerdem ist Tressel seit 2004 Mitglied im Vorstand des Jugend- und Kommunikationszentrums SBS (Alter Betriebshof) in Saarlouis und Mitglied des Kuratoriums des Deutschen Seminars für Tourismus Berlin e. V.
Im Mai 2017 wurde er nach dem Rücktritt von Hubert Ulrich neben Tina Schöpfer Co-Vorsitzender der Grünen im Saarland.
Die Vereinigung Deutscher Reisejournalisten verlieh ihm 2017 den Columbus-Ehrenpreis.

## Abgeordneter
Bei der Bundestagswahl 2009 trat Tressel auf dem ersten Listenplatz der Landesliste Saarland von Bündnis 90/Die Grünen an und wurde in den Deutschen Bundestag gewählt. Dort war Markus Tressel in der 17. Legislaturperiode tourismuspolitischer Sprecher und Obmann im Tourismusausschuss sowie stellvertretendes Mitglied im Ausschuss für Ernährung, Landwirtschaft und Verbraucherschutz.
Bei der Bundestagswahl 2013 hat Tressel seinen Sitz im Plenum bestätigt.
Mit dem Beschluss der Grünen-Fraktion vom 19. Dezember 2013 wurde er zum ordentlichen Mitglied und Obmann im Ausschuss für Tourismus sowie ordentliches Mitglied im Ausschuss für Verkehr und digitale Infrastruktur und im Ausschuss für Ernährung und Landwirtschaft ernannt. Er war Sprecher für Tourismuspolitik und ländliche Räume der Grünen-Bundestagsfraktion.
Bei der Bundestagswahl 2021 trat er nicht erneut an. Anschließend gründete er gemeinsam mit seinem Bruder Thomas Tressel das politische Beratungsunternehmen Trepublica.